# Explosion d'Halifax
Pour les articles homonymes, voir Halifax et Yarmouth.
 (juin 2015).
L'explosion d'Halifax se produit le 6 décembre 1917 à Halifax, en Nouvelle-Écosse au Canada, lorsque le cargo français Mont-Blanc, transportant des tonnes de munitions (benzol, acide picrique, TNT et fulmicoton) à destination de l'Europe alors en guerre, entre en collision avec un navire norvégien, l'Imo. Le Mont-Blanc prend feu et explose vingt minutes plus tard, tuant 1 946 personnes et en blessant des milliers d'autres. L'explosion provoque un tsunami et une onde de choc si puissante qu'elle casse des arbres, plie des rails de chemin de fer et démolit des édifices, projetant des débris à plusieurs kilomètres. L'explosion se fait entendre à 420 kilomètres de distance.
Il s'agit de la plus puissante explosion d'origine humaine jusqu'au premier essai atomique en juillet 1945. Hormis les explosions atomiques d'Hiroshima et de Nagasaki, elle reste à ce jour celle qui a fait le plus de dégâts et celle d'origine accidentelle ayant fait le plus de victimes.

## Événements
En 1917, Halifax est alors avec Sydney le principal port canadien pour l'acheminement de troupes et de matériels vers l'Europe en guerre. La population d'Halifax et de Dartmouth située juste sur l'autre rive est alors d'environ 65 000 personnes.

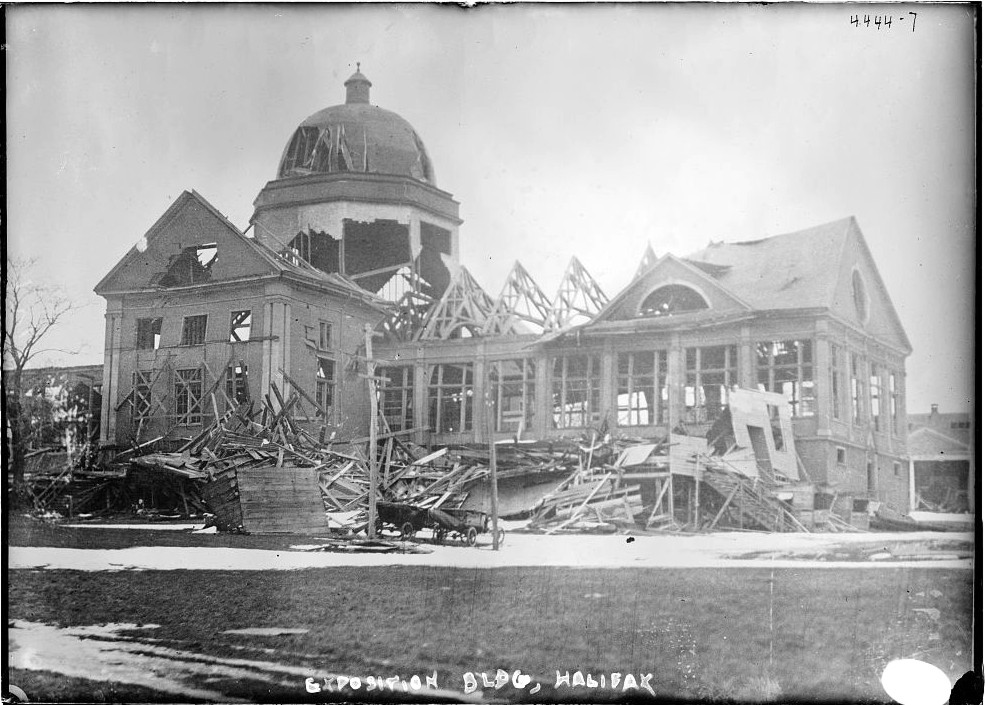
Bâtiment partiellement soufflé par l'explosion.

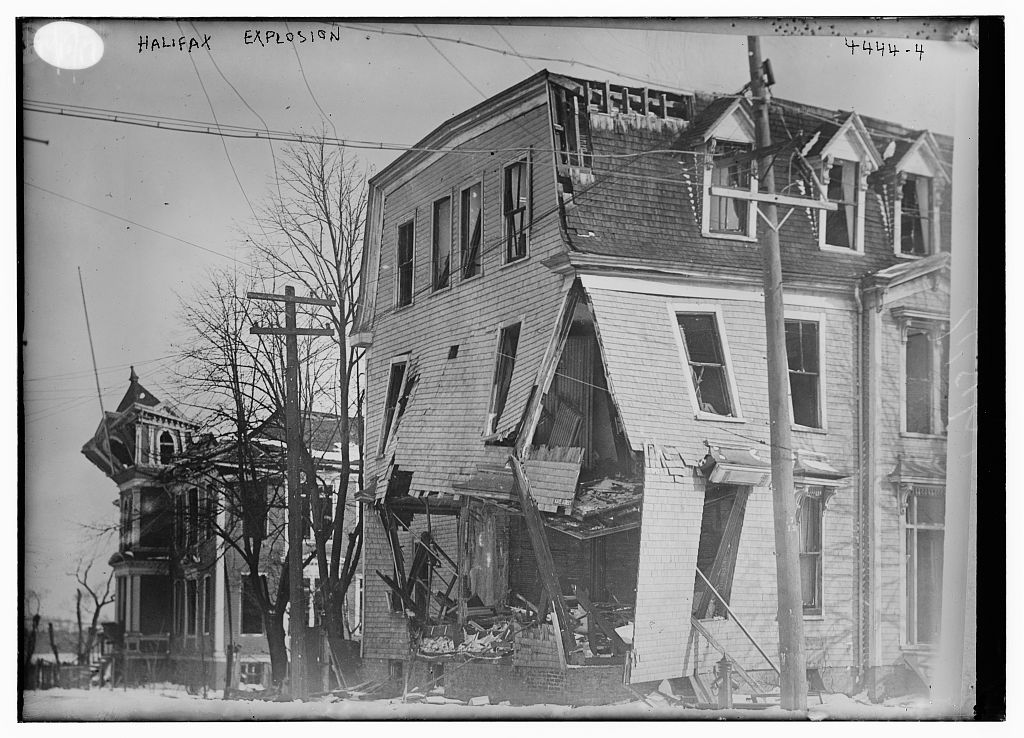
Maison partiellement détruite par l'explosion.

Le 6 décembre 1917, à 8 h 45, le navire de transport français Mont-Blanc, un cargo de 3 100 t et de 98 m de long appartenant à la Compagnie générale transatlantique et le navire de secours norvégien Imo entrèrent en collision dans les détroits du port d'Halifax. Le Mont-Blanc, en provenance de New York où il avait chargé des munitions, arrivait à Halifax afin de joindre un convoi pour traverser l'Atlantique. Il attendait d'être admis au port le 5 décembre, car il était arrivé trop tard. Le port était protégé par des filets qui empêchaient les sous-marins allemands d'entrer ainsi que les autres navires. Au même moment, l'Imo attendait de pouvoir sortir du port. Le 6 décembre, l'Imo tenta de sortir par le canal droit, mais un autre navire bloquait le passage. Il s'engagea donc dans le canal gauche. Le Mont-Blanc était à ce moment en train d'entrer par le canal droit, et aucun des deux navires n'accepta de céder le passage. Finalement, le Mont-Blanc décida de passer à côté de l'Imo par le centre. L'Imo stoppa alors complètement ses machines, mais cette action sur les propulseurs poussa le navire au centre, et les deux navires entrèrent en collision. L'Imo tenta alors de faire marche arrière, ce qui créa des étincelles qui mirent le feu au Mont-Blanc.
Les vapeurs du benzène qui était entreposé sur le pont du Mont-Blanc s'étaient répandues sur le côté du navire, et elles furent enflammées par les étincelles provoquées par la collision. Le Mont-Blanc transportait de grandes quantités de munitions pour l'Europe, qui était plongée dans la Première Guerre mondiale. Sa cale contenait plus de 2 400 tonnes d'explosifs, incluant du TNT, du fulmicoton et de l'acide picrique. Le feu, en se propageant, empêcha l'équipage d'accéder à l'équipement de lutte contre l'incendie et les marins abandonnèrent rapidement le navire sur les ordres du capitaine. L'équipage s'enfuit dans deux canots de sauvetage, rejoignant le rivage de Dartmouth, tandis que le navire en feu continuait de dériver vers le rivage d'Halifax. Pendant qu'il brûlait, d'autres navires tentèrent de lui venir en aide, et des spectateurs s'assemblèrent sur le rivage. Par la suite, le vaisseau en feu frappa la jetée, et le feu se propagea à terre. À 9 h 4 min 35 s précisément, le contenu du Mont-Blanc explosa. Le navire fut instantanément pulvérisé, la plus grande partie étant vaporisée en une gigantesque boule de feu qui s'éleva à plus de 6,1 km dans les airs, formant l'un des premiers nuages champignons faits par l'homme. La puissance de la détonation déclencha un raz-de-marée qui s'éleva à plus de 18 m au-dessus du niveau des hautes eaux. Le raz-de-marée emporta l'Imo jusqu'au rivage.
Plus de 2,5 km2 de la ville d'Halifax furent rasés et des vitres furent fracassées jusqu'à 16 km de distance. Une ancre provenant du Mont-Blanc fut retrouvée à près de quatre kilomètres du port. On a retrouvé, dans les archives de la Bedford Academy d'Halifax, une correspondance entre deux instituteurs traitant de l'événement : selon ces lettres, lors d'une sortie scolaire près de la ville, 11 enfants ont été balayés par un canot de sauvetage pneumatique en feu provenant de l'Imo.
Approximativement 2 000 personnes sont mortes dans le désastre (dont environ 1 600 sur le coup), et 9 000 blessées (dont 6 000 gravement). Selon une estimation minimale, environ 35 millions de dollars (en dollars canadiens de 1917) de dommages ont été occasionnés. Quelque 160 ha d'aire urbaine furent détruits, laissant 6 000 sans-abris. Un recensement des victimes montrait que parmi les personnes tuées : 600 avaient moins de 15 ans ; 166 étaient des travailleurs manuels, 134 des soldats et/ou marins, 125 des artisans et 39 des travailleurs du chemin de fer. Beaucoup des blessures furent handicapantes à vie, bien des gens étant rendus partiellement aveugles par les éclats de verre. Le très grand nombre de blessures oculaires entraîna de grands efforts de la part des médecins, à l'origine de grands progrès accomplis dans le traitement des yeux endommagés.

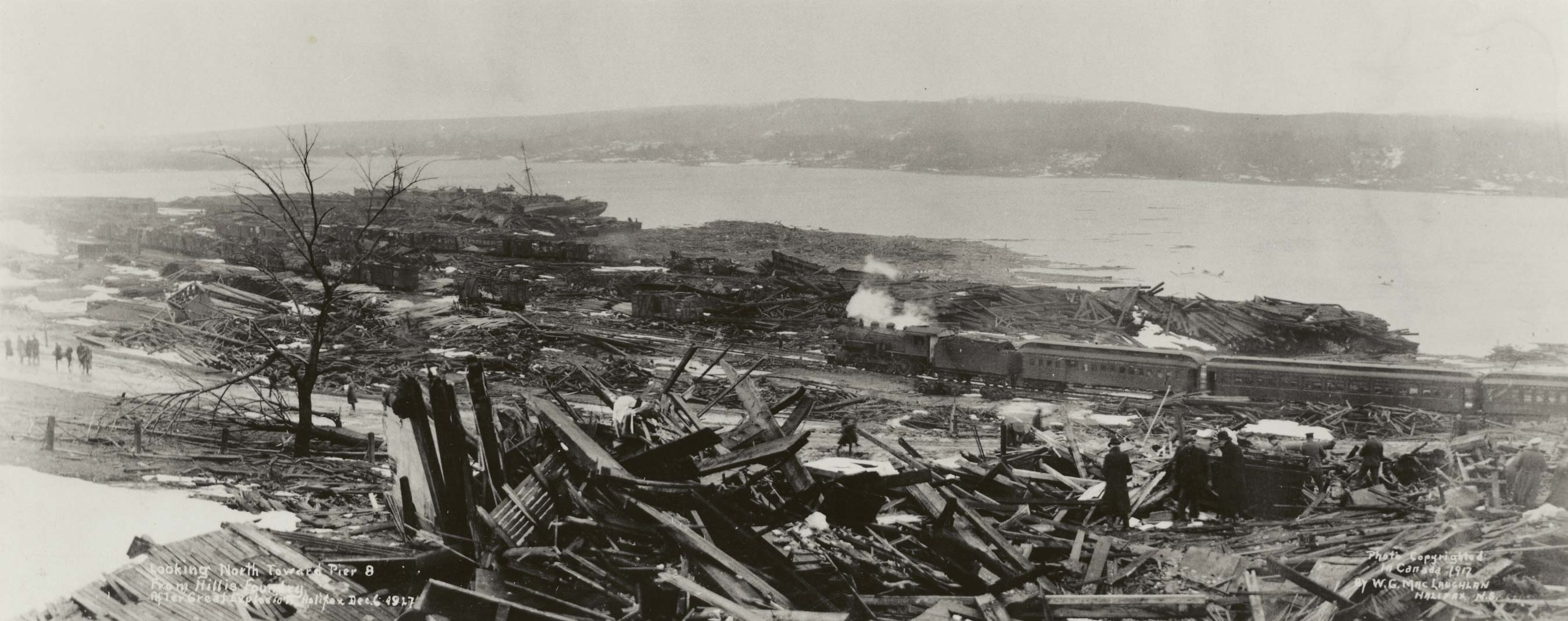
Vue vers le nord après l'explosion.

## Suite et séquelles

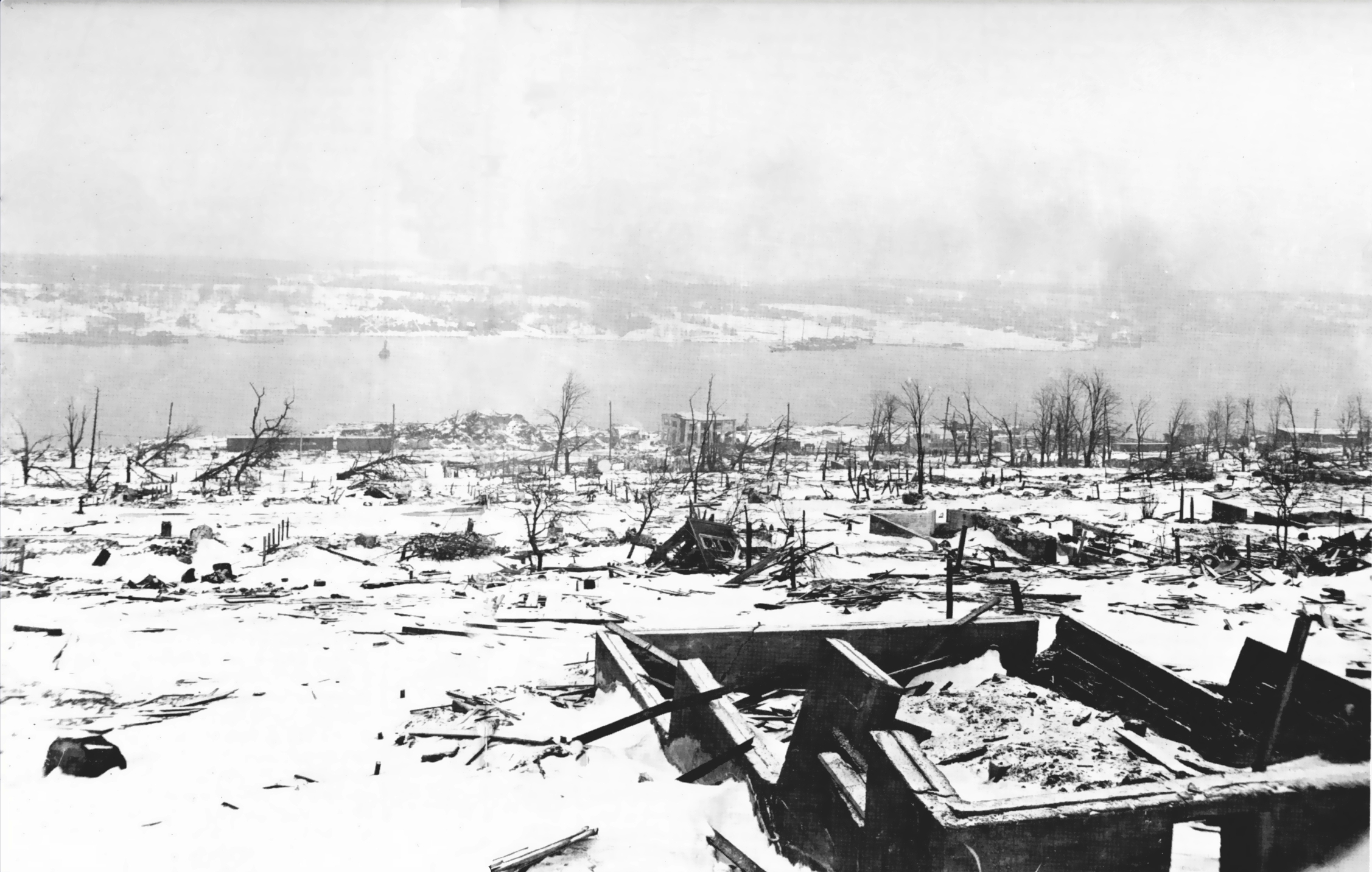
Vue du port après le blizzard.

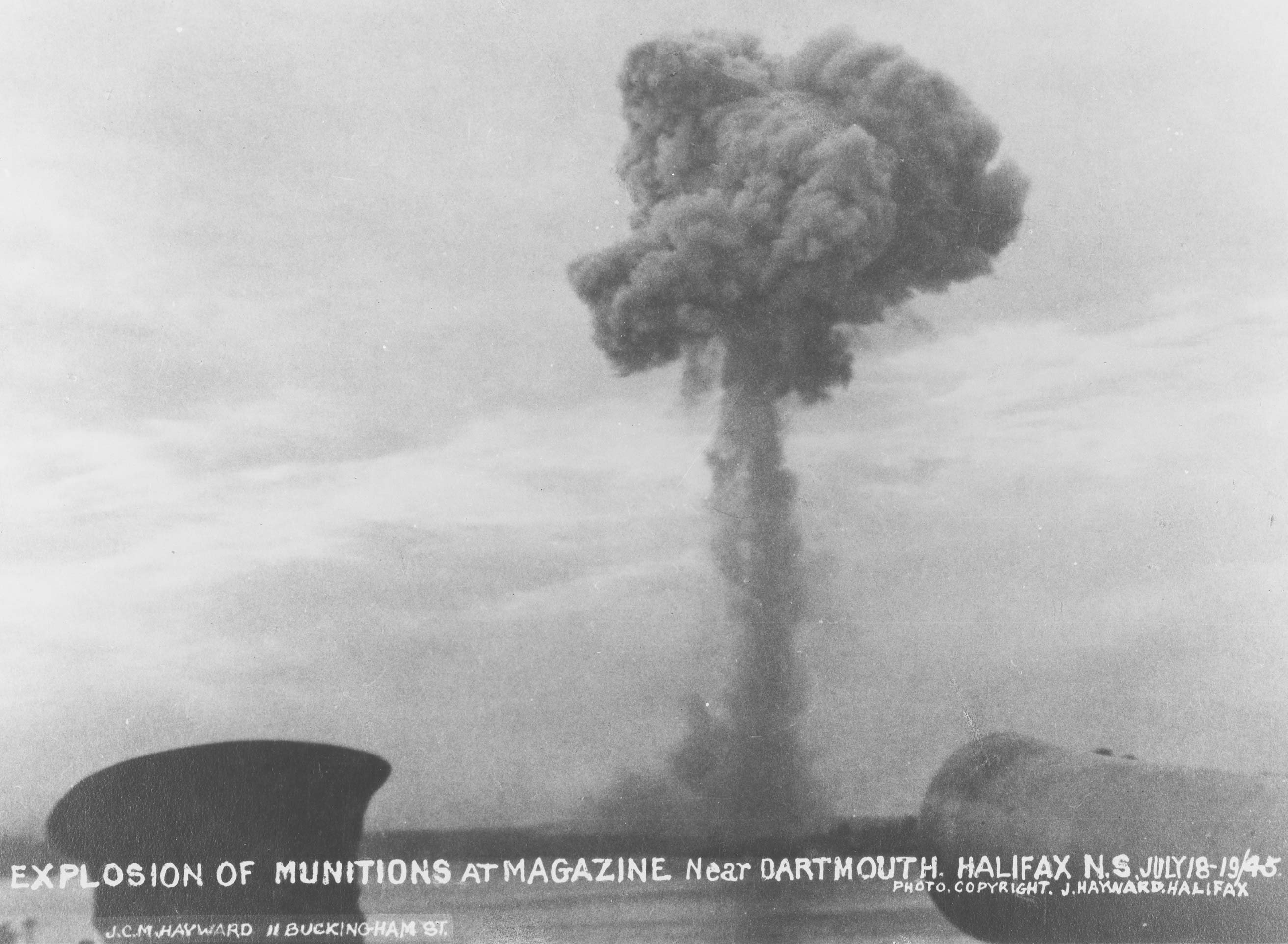
Autre explosion à Halifax, moins importante, d'un magasin d'explosifs (le 18 juillet 1945).

Le lendemain, un blizzard frappa la ville, faisant obstacle aux secours. De l'aide immédiate arriva rapidement du Nouveau-Brunswick, de l'Île-du-Prince-Édouard et de Terre-Neuve. Dans la semaine qui suivit, de l'assistance arriva de partout en Amérique du Nord, et des dons parvinrent de partout dans le monde. L'effort le plus célèbre et le plus complet vint de la Croix-Rouge de Boston et du Comité de sécurité publique du Massachusetts. Depuis ce jour, les citoyens d'Halifax font don d'un grand sapin de Noël chaque année à la ville de Boston. Cette amitié explique aussi pourquoi bon nombre de Néo-Écossais sont, encore aujourd'hui, fans des équipes sportives bostoniennes comme les Bruins et les Red Sox.
Une bonne partie du folklore local contemporain s'inspire de cet événement. Une histoire concerne une fenêtre du côté à l'abri du vent, dans l'église St. Paul, sur Parade Square : le trou fait par l'explosion dans la vitre ressemble au buste d'un moine, et un morceau des débris provenant du désastre est encore incrusté dans le mur du vestibule au-dessus de l'entrée du sanctuaire. Un des héros les plus célèbres de l'événement fut Vince Coleman ; il prit le risque de retourner à son bureau du télégraphe pour envoyer un message à un train de passagers qui se rendait à la station de North Street pour les alerter du danger imminent. Il fut tué dans la déflagration, mais les trains reçurent son avertissement et s'arrêtèrent à l'orée de la ville de Rockingham ; ils échappèrent aux dommages de l'explosion et relayèrent le message pour appeler à l'aide.
Avant l'explosion d'Halifax, l'explosion minière de Nanaimo en 1887 avait été la plus grande explosion artificielle au Canada.
Plus d'un siècle après la catastrophe, on trouve encore au fond du port de la cordite (très peu soluble dans l'eau) et des munitions non-explosées qui polluent le milieu avec les oxydes de cuivre (colorant les douilles en bleu). Les munitions contenaient par ailleurs du mercure (sous forme de fulminate de mercure) et du plomb qui risquent un jour de contaminer l'environnement marin, la faune et la flore du port et des environs.

## Filmographie
- Un téléfilm fut réalisé en 2003 sur l'explosion d'Halifax : Touchée en plein cœur (Shattered City: The Halifax Explosion), réalisé par Bruce Pittman.
- The Flying Sailor (en) (« Le matelot volant ») d'Amanda Forbis et de Wendy Tilby, sorti en 2022, a reçu une nomination pour un Oscar 2023 dans la catégorie meilleur court-métrage d’animation. Le film, d'une durée de 7 minutes et 45 secondes, produit par l'Office national du film du Canada, raconte l’histoire vraie d’un marin qui a survécu à l’explosion[5].

## Littérature
Romans où l'explosion est évoquée :
- 1941 : Barometers Rising (Le temps tournera au beau) de Hugh MacLennan.
- 2002 : Sea Glass (La maison du bord de mer) de Anita Shreve.
- 2004 : A Century of November (Un siècle de novembre) de W.D. Wetherell.
- 2007 : The Birth House (L'Accoucheuse de Scots Bay) de Ami McKay (en).
- 2013 : Der Fälscher, die Spionin und der Bombenbauer (Le Faussaire, l'Espionne et le faiseur de bombes) de Alex Capus.
- 2022 : Le Blues des phalènes de Valentine Imhof.
- 2024 : Requiem pour les fantômes de Katherine Arden.

## Musique
La chanson Fire and Flame du groupe folk The Longest Johns raconte l'histoire de l'évènement.